# کیمبرلی یوکرز
کیمبرلی یوکرز (انگلیسی: Kimberly Yokers؛ زادهٔ ۲۴ مهٔ ۱۹۸۲) بازیکن فوتبال اهل ایالات متحده آمریکا است.
از باشگاه‌هایی که در آن بازی کرده‌است می‌توان به گلد پراید و وسترن نیویورک فلش اشاره کرد.
وی همچنین در تیم ملی فوتبال زیر ۲۳ سال زنان ایالات متحده آمریکا بازی کرده‌است.